# 托馬斯·阿諾德

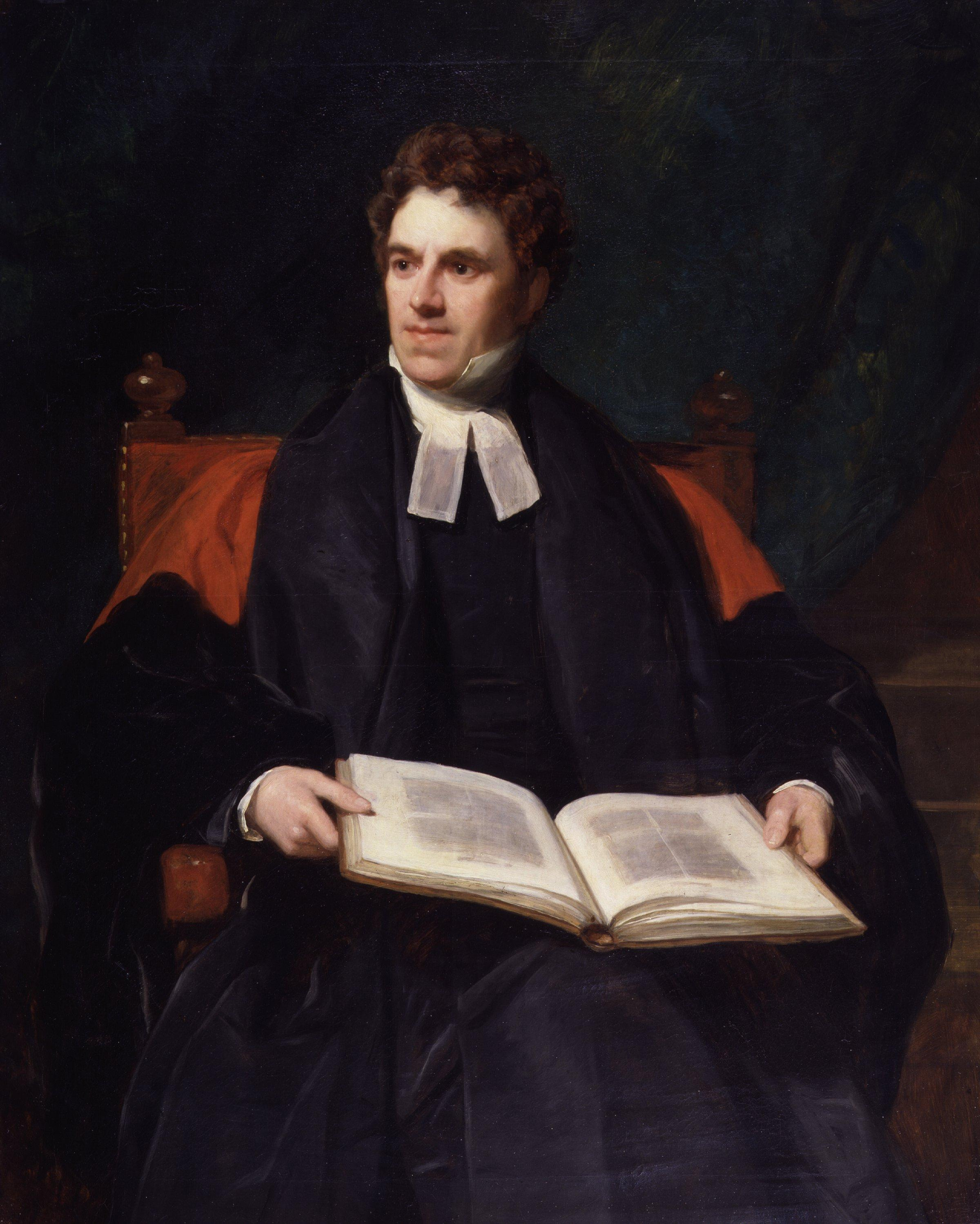
托马斯·阿诺德

托马斯·阿诺德（Thomas Arnold，1795年6月13日—1842年6月12日）是英国近代教育家、历史学家。是圣公会广派神学运动的早期支持者。曾于1828年至1841年间任拉格比公学校长，对公学进行了多项改革。
他生于怀特岛的考斯。其主要著作有1838-1842年件出版的三卷《罗马史》（History of Rome）和五本布道文集，其布道文的读者包括维多利亚女王。其长子马修·阿诺德（Matthew Arnold）为著名诗人和评论家。二子汤姆·阿诺德的小女儿玛丽·奥古斯塔·阿诺德（Mary Augusta Arnold）为著名小说家，以夫姓玛丽·奥古斯塔·沃德（Mary Augusta Ward）知名。汤姆的另一女儿茱莉亚嫁给了托马斯·亨利·赫胥黎之子莱昂纳德·赫胥黎，生下了朱利安·赫胥黎和奥尔德斯·赫胥黎。